# Rektorat Ojców Dominikanów w Małem Cichem
Rektorat Ojców Dominikanów w Małem Cichem – rzymskokatolicki ośrodek duszpasterski, należący do dekanatu Biały Dunajec archidiecezji krakowskiej.

## Historia
Parafię prowadzą dominikanie z domu zakonnego w Małem Cichem, do której przynależy Sanktuarium Matki Bożej Jaworzyńskiej Królowej Tatr na Wiktorówkach.
W 1975, na prośbę mieszkańców Małego Cichego, kardynał Karol Wojtyła ustanowił samodzielny Rektorat Ojców Dominikanów w Małem Cichem. Równocześnie powierzono zakonnikom opiekę nad sanktuarium maryjnym na Wiktorówkach, w Tatrach Wysokich.

## Proboszczowie[2]
- o. Benedykt Piotrowski (1975–1990)
- o. Dominik Zelek (1990–1998)
- o. Tomasz Bik (1998–2008)
- o. Wojciech Jezienicki (2008–2009)
- o. Artur Musialski (2009–2021)
- o. Artur Karkoszka (od 2021)[3]